# سهارنبور
سهارنبور (بالهندية: सहारनपुर) هي مدينة من مدن الهند. يبلغ عدد سكانها 703,345 نسمة حسب إحصائيات سنة 2011.

## أعلام
- محمد قاسم النانوتوي
- قاري محمد طيب
- خليل أحمد السهارنفوري
- محمد يونس الجونفوري
- زهرة سيغال